# قائمة مصادر الجيولوجيا وفهرسها
قائمة مصادر الجيولوجيا وفهرسها هي إصدار منقسم إلى قائمة مصادر جيولوجيا أمريكا الشمالية وفهرسها وقائمة مصادر جيولوجيا العالم باستثناء أمريكا الشمالية وفهرسها. إن هذه الإصدارات المطبوعة وغيرها متوفرة الآن بصيغة إلكترونية في قاعدة بيانات GeoRef.

## معلومات تاريخية
في عام 1896، نشر الماسح الجيولوجي الأمريكي كتالوج وفهرس المساهمات في جيولوجيا أمريكا الشمالية، 1732-1891 للعالم الجيولوجي نيلسون هوراشيو دارتون (N.H. Darton) والذي احتوى على 1045 صفحة، كما بدأ الماسح في النشر التدريجي لعمل فريد بوتون وييكس (Fred Boughton Weeks) المسلسل قائمة مصادر وفهرس الجيولوجيا وعلم الأحياء القديمة والصخور والمعادن لعامي 1892 و1893. وفي نفس العام تبع ذلك بكُتب منفصلة لأعوام 1894 (141 صفحة) و1895 (130 صفحة) ثم تم نشر الكتاب الخاص بعام 1896 في 1897 وكان يحتوي على 152 صفحة. واستمر ذلك حتى أصبح في عام 1909 قائمة مصادر جيولوجيا أمريكا الشمالية لعامي 1906 و1907 مع فهرس للموضوعات للكُتاب وييكس وجى إم نيكلز (J.M. Nickles). وفي عام 1933 بدأت الجمعية الجيولوجية الأمريكية في نشر قائمة مصادر الجيولوجيا وفهرسها وفي عام 1969 أصبح إصدار مشترك مع المعهد الجيولوجي الأمريكي.